# Edna Manley

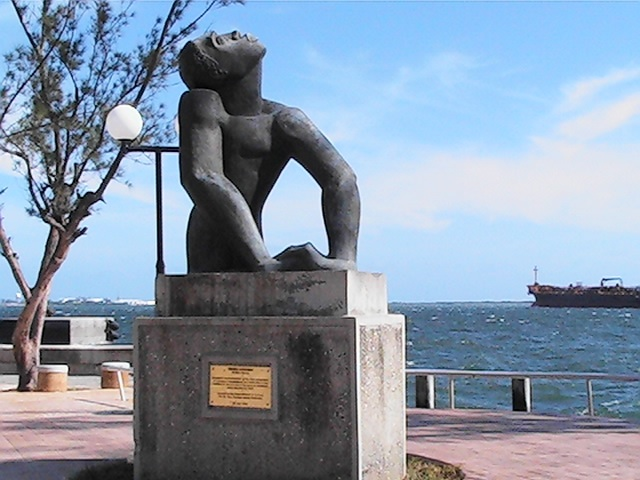
Negro Aroused

Edna Manley, nata Swithenbank (Yorkshire, 28 febbraio 1900 – Kingston, 2 febbraio 1987) è stata una scultrice e politica giamaicana.

## Biografia
Edna Manley è stata una delle figure più importanti dell'arte caraibica e della storia culturale della Giamaica. Nata il 28 febbraio 1900 nel Regno Unito, nello Yorkshire, da madre giamaicana e padre inglese, si trasferì in Giamaica negli anni '20 e divenne un simbolo dell’identità nazionale giamaicana attraverso la sua arte e il suo impegno sociale. È considerata la "Madre dell'Arte Giamaicana" per il suo contributo allo sviluppo di un'arte autenticamente giamaicana, legata alle radici africane e alla storia coloniale del paese.

### Vita pubblica
Edna Manley iniziò a scolpire negli anni '20 e '30, creando opere che esploravano temi di identità, libertà e riscatto sociale. Il suo stile mescolava influenze moderniste europee con elementi dell’arte africana, riflettendo le esperienze e le sofferenze della popolazione nera giamaicana. Tra le sue opere più celebri vi è Negro Aroused (1935), una scultura che rappresenta il risveglio della coscienza della popolazione afrodiscendente nella lotta per l’emancipazione.
Divenne una figura centrale nel movimento artistico giamaicano, promuovendo la formazione di una scuola d’arte nazionale e incoraggiando giovani artisti a esprimere la propria identità culturale. Nel 1950 contribuì alla fondazione della Jamaica School of Art, oggi parte dell'Edna Manley College of the Visual and Performing Arts, che continua a essere un centro di eccellenza per l’arte nei Caraibi.

### Impegno politico e sociale
Oltre alla sua carriera artistica, Edna Manley fu attivamente coinvolta nella politica giamaicana. Era la moglie di Norman Manley, fondatore del People’s National Party (PNP) e uno dei leader più influenti nel movimento per l'indipendenza della Giamaica, ottenuta nel 1962. Edna sostenne apertamente la causa della giustizia sociale e partecipò a campagne politiche, contribuendo alla costruzione di un'identità nazionale giamaicana.
Dopo la morte di Norman Manley nel 1969, Edna continuò il suo impegno nell'arte e nella cultura, sostenendo istituzioni artistiche e lavorando per preservare il patrimonio giamaicano.
Morì nel 1987, lasciando un'eredità indelebile sia nel mondo dell’arte che nella storia della Giamaica.
A Edna Manley è stato intitolato il cratere Manley situato sulla superficie di Mercurio.

## Vita privata
Dal suo matrimonio con Norman Manley nel 1921, Edna ebbe due figli:
- Douglas Manley, divenne un accademico e politico ricoprendo incarichi ministeriali nel governo giamaicano.
- Michael Manley, il più noto dei due figli, seguì le orme del padre in politica, diventando Primo ministro della Giamaica per più mandati tra il 1972 e il 1992.

## Opere principali
- Negro Aroused, 1935
- Mother and Child, 1943
- The Risen Christ, 1940
- Reclining Figure, 1943
- The Drum Major
- Bust of Norman Manley

## Riconoscimenti e premi
- Silver Musgrave Medal, 1929
- Gold Musgrave Medal, 1943[4]
- Order of Merit (OM), 1980
- Dottorato Onorario in Lettere (D.Litt.) dall'Università delle Indie Occidentali (UWI), 1977
- Fondazione dell’Edna Manley College of the Visual and Performing Arts: anche se non è un premio in senso stretto, la fondazione rappresenta uno dei più grandi tributi alla sua eredità.